# Ero (rodzaj)
Ero – rodzaj pająków z rodziny naśladownikowatych. Gatunkiem typowym jest Ero tuberculata (De Geer, 1778)

## Taksonomia
Takson ten został opisany po raz pierwszy w 1836 roku przez niemieckiego arachnologa C.L. Koch, 1836
Do tego rodzaju należy ponad czterdzieści opisanych gatunków, w tym:
- Ero aphana(inne języki) (Walckenaer, 1802) – od Paleartiko
- Ero cachinnans(inne języki) Brignoli, 1978 – od Bhutan
- Ero cambridgei(inne języki) Kulczyński, 1911 – Paleartiko
- Ero tuberculata(inne języki) (De Geer, 1778)  – Paleartiko.